# Stile vigneto
Lo stile vigneto è un termine utilizzato per indicare una sala da concerto ove le sedie degli spettatori circondano il palcoscenico, con file di sedili che via via salgono come nei terrazzamenti di un vigneto. Questo può essere visto in contrasto con lo "stile a scatola di scarpe", ove si ha l' auditorium rettangolare con il palcoscenico al fondo (come il Musikverein). Altre possibilità sono le sale a "ventilatore" (come il the Barbican) e l'arena (come la Royal Albert Hall). Il progetto può essere considerato come un "teatro intorno".

## Storia
Affrontando il progetto di una nuova sede per l'orchestra filarmonica di Berlino, a rimpiazzare la vecchia Die alte Philharmonie, distrutta dai bombardamenti su Berlino del 1944, l'architetto Hans Scharoun notò che «…la gente si raccoglie sempre in cerchio quando ascolta musica informalmente». Il suo progetto vinse il concorso, con Herbert von Karajan che scriveva ai giudici «…di tutti i progetti sottoposti, uno pare emergere sugli altri […] fondato sul principio che l'artista deve stare in mezzo […] lo schieramento delle pareti certamente crea un buon senso acustico, ma il più impressionante di tutto è la completa concentrazione dell'ascoltatore sull'evento musicale.»
Seguendo l'esempio della Filarmonica, il primo caso nel Nuovo Mondo fu la Sala Nezahualcoyotl del 1976 a Città del Messico. Questo stile si trova oggi un po' dappertutto. Per la Philharmonie de Paris, il concetto del "vigneto" è esteso con balconate piuttosto che con terrazzi.

## Acustica
L'eco ha luogo quando vi è un intervallo udibile fra il suono diretto e la sua riflessione. Le pareti che circondano il palcoscenico di fronte al quale sono allineate le poltrone concorrono a dare la prima riflessione del suono dal lato che viene generalmente considerato il più favorevole.  L'installazione di riflettori acustici è un altro modo di risolvere il problema.

## Esempi notevoli
| Sala da concerto         | Esterno | Apertura | Città                 | Architetto                                  | Acustica                                    | Capienza | Auditorium |
| ------------------------ | ------- | -------- | --------------------- | ------------------------------------------- | ------------------------------------------- | -------- | ---------- |
| Berliner Philharmonie    |         | 1963     | Berlino, Germania     | Hans Scharoun                               | Lothar Cremer                               | 2440     |            |
| Suntory Hall             |         | 1986     | Tokyo, Giappone       | Yasui Architects                            | Nagata Acoustics                            | 2006     |            |
| Sapporo Concert Hall     |         | 1997     | Sapporo, Giappone     | Hokkaido Engineering Consultant Company     | Nagata Acoustics                            | 2008     |            |
| Walt Disney Concert Hall |         | 2003     | Los Angeles, USA      | Frank O. Gehry                              | Nagata Acoustics                            | 2265     |            |
| Koncerthuset             |         | 2006     | Copenaghen, Danimarca | Jean Nouvel                                 | Nagata Acoustics                            | 1800     |            |
| Shenzhen Concert Hall    |         | 2007     | Shenzhen, Cina        | Arata Isozaki                               | Nagata Acoustics                            | 1680     |            |
| Helsinki Music Centre    |         | 2011     | Helsinki, Finlandia   | Architectural office Laiho-Pulkkinen-Raunio | Nagata Acoustics                            | 1704     |            |
| Philharmonie de Paris    |         | 2015     | Parigi, Francia       | Jean Nouvel                                 | Marshall Day Acoustics and Nagata Acoustics | 2400     |            |
| Elbphilharmonie          |         | 2017     | Amburgo, Germania     | Herzog & de Meuron                          | Nagata Acoustics                            | 2150     |            |